# Por Que Você Veio Morar Aqui?
Por Que Você Veio Morar Aqui? («¿Por qué viniste a vivir aquí?») es un documental brasileño de 2009 producido y dirigido por Paulo Leão. Este fue el primer trabajo realizado por su productora, OlharFilmes/Samsara Film.

## Sinopsis
Por Que Você Veio Morar Aquí? comenzó su producción en 2006, cuando viajó por varias ciudades de Minas Gerais entrevistando a personas de otras localidades, en un intento de esclarecer los motivos que llevan a las personas a mudarse.
Durante sus 46 minutos de duración, el documental intenta mostrar un mini panel del tránsito de personas.

## Entrevistas
Los entrevistados son brasileños comunes y corrientes. La excepción fue, en São Thomé das Letras, la cantante Ventania.
En este documental Paulo Leão pone en agenda, a través de la pregunta que da título a '¿Por qué viniste a vivir aquí?', otra pregunta de carácter absolutamente íntimo... cuyas respuestas siempre serán inusuales, al ser personales e intransferibles . (Largometrajes y Mediometrajes Contemporáneos, Eduardo Valente).

## Lanzamiento y carrera
Por Que você Veio Morar Aqui? tuvo su estreno en la Muestra CineBH2009 Brasil-Francia.
También participó de otras muestras y proyecciones cinematográficas del circuito Ascine - Associação de Cineclubes do Río de Janeiro, y luego fue vendida en DVD y también dirigida a plataformas de streaming.